# Twekkelerveld
Twekkelerveld is een wijk in het noordwesten van Enschede. Begin oktober 2007 telde het ca. 9.007 inwoners. Bestuurlijk maakt het deel uit van het Enschedese stadsdeel Noord.
Rondom de wijk bevinden zich belangrijke instellingen en terreinen als de Universiteit Twente, het bedrijventerrein Business en Science Park, het uitgaanscentrum Go Planet, De Grolsch Veste, IJsbaan Twente en de Enschedese haven. De westelijke buurten van Twekkelerveld zijn overwegend naoorlogse buurten met de daarbij behorende karakteristieke bebouwingen. Twekkelerveld is te kenmerken als een wijk met een lage sociaal-economische status en de daarbij behorende sociale problemen.

## Geografie

### Ligging
De wijk Twekkelerveld wordt in het noorden omsloten door de Hengelosestraat, in het oosten door de Tubantiasingel, in het zuiden door de spoorlijn Enschede - Hengelo en in het westen door de Auke Vleerstraat. Ten noorden van Twekkelerveld (aan de andere kant van de Hengelosestraat) ligt de Universiteit Twente en het Abraham Ledeboerpark. Ten oosten van Twekkelerveld (aan de andere kant van de Tubantiasingel) grenst het meubelplein en daaropvolgend het Enschedese centrum. Ten zuiden van de spoorlijn Enschede-Hengelo ligt de Enschedese haven, waar het Twentekanaal begint dan wel eindigt. Dit is een industrieterrein waar vele bedrijven zijn gevestigd. Ten westen van Twekkelerveld (aan de andere kant van de Auke Vleerstraat) ligt het bedrijventerrein Business & Science Park, het uitgaanscentrum Go Planet (voorheen Miracle Planet genoemd) en De Grolsch Veste. De Grolsch Veste is het thuisstadion van de eredivisievoetbalclub FC Twente. Tevens is er een ijsbaan gevestigd onder de naam IJsbaan Twente. Voorheen stond op deze plek de boerderij van de familie Busscher. De spoorlijn Enschede-Hengelo scheidt het uitgaanscentrum Go Planet en De Grolsch Veste met het Business en Science Park. Dit gedeelte van de spoorlijn bevat een kleine spoowergstation (station Enschede Kennispark), waar alleen sprinters stoppen. Het Business en Science Park en de Universiteit Twente streven naar een geïntegreerde samenwerking, wat zich onder andere zal uiten in een meer op elkaar inspelende toekomstige architectonische bebouwing en bestrating. Het Business en Science Park wordt ook wel 'Kennispark Twente' genoemd gezien het hoog aantal kennisintensieve (zakelijke) bedrijven die hier zijn gevestigd. De bedrijven ten noorden van Twekkelerveld, aan de parallelweg zuid van de Hengelosestraat, behoren nog aan het Business & Science Park. Hier zijn o.a. de voormalige distributiecentrum van De Nederlandsche Bank en de 'Kamer van Koophandel Oost Twente' gevestigd.

### Buurten
Twekkelerveld kent de volgende buurten (van oost naar westelijk, c.q. van oud naar nieuwer):
- het Zwik
- Tubantia
- Toekomst
- bedrijventerrein Rigtersbleek
- West-Indië
- Rigtersbleek
- Twekkelerveld
- Sahara
- Bruggenmors

De oostelijk gelegen buurten betreffen vooroorlogse buurten. De buurten Rigtersbleek, Tubantia, Toekomst, Twekkelerveld en Bruggenmors zijn na de oorlog na elkaar westwaarts aangebouwd. De straten, wegen en plantsoenen van de buurten Twekkelerveld en Bruggenmors kregen daarbij de namen van hemellichamen (Maanstraat, Zonstraat, Jupiterstraat, Orionplantsoen, Grote Beerstraat, Kleine Beerstraat, Poolsterstraat e.d.). De buurt ten noorden van de Jupiterstraat waaronder het Mercuriusplantsoen en de Mercuriusstraat (die van voor de Tweede Wereldoorlog dateren) en o.a. de Venusstraat, Plutostraat en het Marsplantsoen (die van na de Tweede Wereldoorlog dateren) worden in de volksmond ook wel "De Sahara" genoemd. De terreinen westwaarts van Twekkelerveld (Het Business en Science Park, uitgaanscentrum Go Planet, De Grolsch Veste, station Kennispark) betreffen bouwkundige projecten die later vanaf de jaren 90 zijn gebouwd. Dit uit zich onder andere in de moderne architectonische kenmerken van deze bouwwerken.

### Buslijnen
De Enschedese buslijnen doen verschillende wijken aan om een zo groot mogelijke bereikbaarheid met het openbaar vervoer te garanderen. Enschede kent een radiale openbare vervoerssysteem van busverbindingen, i.e. gericht op het stadscentrum. Dit in tegenstelling tot een tangentiële vervoerssysteem waarbij de lijnverbindingen als cirkels rond het stadscentrum lopen. Het centraal busstation in de binnenstad is daarbij het verknopingspunt waar alle lijnen samenkomen. Deze takt aan op het centraal station. Twekkelerveld zelf kan worden aangedaan met buslijn 1 (globale route: Universiteit Twente - Business & Science Park - Twekkelerveld - centrum met het centraal station - Wesselerbrink). Op het bedrijventerrein Business & Science Park is er een knooppunt met het treinstation Kennispark (halte Station Kennispark). In de wijk Twekkelerveld doet lijn 1 vooral de haltes G.J. van Heekstraat, Toekomststraat, Weegschaalstraat en Winkelcentrum Twekkelerveld aan. Deze straten liggen dwars over de wijk en hebben enkele haltes. Vroeger liep deze lijn tot de buurt Bruggenmors om daar terug te keren richting centrum, maar door de ontwikkeling van het bedrijventerrein Business & Science Park en het belang van de bereikbaarheid van de campusuniversiteit is deze lijn doorgetrokken. Gezien de grote hoeveelheid reizigers die gebruik maakten van deze lijn, werd dit de eerste lijn in Enschede waar een lange bus met een geleding werd ingezet, een zogenoemde rupsbus. Met het vervallen van het Schuttersveld college aan de Minister Loudonlaan, viel ook de noodzaak weg om de route langs het Zwik te laten lopen. De lijn kreeg toen een andere route en loopt sindsdien langs het Volkspark en de Lambertus Buddestraat. Degenen die dan ook de buurten het Zwik of West-Indië willen aandoen, kunnen het beste gebruikmaken van buslijn 9. Buslijn 9 verbindt Enschede met Hengelo en loopt over de Hengelosestraat. Ook kan met buslijn 9 makkelijk de Universiteit Twente worden aangedaan.

## Bevolking, woningstand, inkomens
Op 1 oktober 2007 telde Twekkelerveld 9.007 inwoners. Daarvan hebben 6.554 personen een autochtone en 2.453 personen (27%) een allochtone afkomst. Onder de allochtonen vormen inwoners met een Turkse achtergrond de grootste groep. 1.265 personen zijn 65 jaar en ouder (14%). Er is een woon- en zorgcentrum tussen de Algolstraat en Schorpioenstraat bestaande uit ca. 140 appartementen. Aan de verschillende appartementen en seniorenwoningen die de wijk kent wonen tevens veel 65-plussers. Op 1 januari 2007 kende Twekkelerveld 4.340 woningen. Het merendeel van de woningen zijn huurwoningen. Deze huurwoningen behoren toe aan de woningcorporaties Ons Huis, Domijn en de Woonplaats. Vooral in de buurten Bruggenmors en Twekkelerveld staan veel huurwoningen. Tevens wonen er studenten in de wijk, die studeren aan de aangrenzende Universiteit Twente. Deze wonen vooral in flats van de woningcorporaties die dienstdoen als studentenflats.
Het aandeel allochtonen, bejaarden en studenten impliceert een oververtegenwoordiging van lagere inkomensgroepen. Het gemiddeld besteedbaar inkomen per inwoner en het gemiddeld besteedbaar inkomen per huishouden (exclusief studenten) ligt dan ook relatief laag, zowel in vergelijking met de andere Enschedese wijken als het landelijk gemiddelde. Zo bedroeg in 2004 het gestandaardiseerd inkomen van huishoudens (exclusief studenten) voor geheel Enschede € 17.900 (landelijk: € 22.700). Voor Twekkelerveld was dit € 16.800. Alleen de wijken Boswinkel en Stadsveld scoren lager. Daarbij dient te worden opgemerkt dat binnen de wijken de buurten aanzienlijk grotere verschillen laten zien dan op wijkniveau. Zo scoren de Enschedese buurten Pathmos, Cromhoffsbleek, Kotman of Velve op het gebied van inkomens slechter dan de buurten uit Twekkelerveld. Ook binnen de wijk Twekkelerveld kennen de buurten aanzienlijke verschillen. Zo hebben de buurten Tubantia, Twekkelerveld en Bruggenmors een lage sociaal-economische status, terwijl het Zwik heel hoog scoort.

## Onderwijs

### Basisscholen
- Openbare basisschool (OBS) Twekkelerveld (Schietbaanweg). Voorheen de Toekomstschool. Daarvoor de Dr. A.J. Plesmanschool.
- Christelijke basisschool (VCO) de Zevenster, voorheen Anna van Burenschool (Zevensterstraat).
- Rooms-katholieke basisschool (RKO) Paulusschool (Regulusstraat). Dit is een fusie van de basisschool De Paulusschool (1954) en de basisschool St. Petrus (1959), later vereenvoudigd tot kortweg Paulusschool.

### Voormalige basisscholen
- Basisschool De Noorderkroon (Olieslagweg). School voor Waldorf onderwijs. Is verhuisd uit hun voormalige pand aan de Olieslagweg, voor deze locatie is nog geen bestemming gevonden.
- Openbare basisschool West-Indië (Bonairestraat). In het pand is nu een openbare school voor speciaal onderwijs gevestigd, VSO de Huifkar.
- Openbare basisschool Erasmus (Erasmusschool) (hoek Maanstraat-Zonstraat). Werd later de openbare basisschool Twekkelerveld. Het pand van deze voormalige school werd later gesloopt. Het schoolpleintje bleef echter bestaan en ging voor buurtbewoners verder onder de naam het 'Pleintje'. Nog later werd het aangrenzende wijkcentrum ook gesloopt. Wat resteerde was een lege vlakte in het centrum van de wijk, die door sommige buurtbewoners werd aangeduid als het 'Gat van Twekkelerveld'. Vanaf 2007 is op dit terrein begonnen met de bouw van een gezondheidscentrum met boven- en naastliggende seniorenwoningen. In april 2008 is het complex opgeleverd. In het gezondheidscentrum zijn allerlei vormen van gezondheidszorg, maatschappelijk werk en welzijnswerk samengebracht (apotheek, huisartsenpraktijk, fysiotherapie e.d.).
- Willem Lodewijkschool (tussen de Rigelstraat en de Weegschaalstraat). In het pand zijn nu de vroegbehandelingsgroepen (zorg) van "de Cirkelboog" van de "Koninklijke Kentalis" gevestigd. Hier gaan kinderen naar toe met moeilijkheden binnen de spraak- en taalontwikkeling.

### Ontwikkelingen basisscholen
De (openbare) basisscholen zijn wegens teruglopende leerlingenaantallen in de loop van de tijd opgeheven en/of samengegaan. De Kosmos en de Erasmusschool fuseerden tot basisschool het Twekkelerveld. Nog later fuseerde deze basisschool met de Toekomstschool en de West-Indiëschool en ging de naam openbare basisschool Twekkelerveld voeren, thans gevestigd aan de Schietbaanweg. Het pand aan de Olieslagweg werd een vrije openbare school met aandacht voor daltononderwijs.
Het voornemen bestaat alle basisscholen in de wijk te vestigen in het gebouw van het ROC, dat gesitueerd is tussen de Hengelosestraat en de Schietbaanweg. Het ROC zelf wordt in de loop van het schooljaar 2008/2009 gesloten en verhuist naar Hengelo. Dit is een ruime locatie die recht zou doen aan de vele activiteiten in het kader van een brede school.

### Middelbaar beroepsonderwijs
- Regionaal opleidingscentrum (ROC). Tussen de Hengelosestraat en de Schietbaanweg. In de loop van het schooljaar 2008/2009 verhuizen alle afdelingen naar een nieuw onderkomen in Hengelo.
- Zone.college (voormalig AOC Oost) een school met innovatief groen en duurzaam onderwijs. (Hengelosestraat 481, er is een ingang aan de Olieslagweg).

### Voormalige scholen Middelbaar beroepsonderwijs
- Schuttersveld (Minister Loudonlaan). Het pand hiervan werd gesloopt waarna er koopwoningen kwamen te staan.
- Scholengemeenschap de Marke, dependance Neptunusstraat. Deze dependance werd opgeheven. Thans is hier een particulier opleidings- en trainingscentrum gevestigd (OLCT Opleiding & Training). De hoofdingang werd daarbij van de Neptunusstraat naar de Hengelosestraat verplaatst.
- De Borchstede (Regulusstraat). Werd later de Oosterborch college. Het pand is vrijgekomen voor de basisschool de Paulusschool.

## Winkelcentrum

### Geschiedenis
In de wijk is er een centraal gelegen winkelcentrum, het winkelcentrum Twekkelerveld. Dit winkelcentrum is een van de oudste van Nederland (sinds 1956) en werd destijds beschouwd als een van het modernste van het land. Het complex heeft een vierkante vorm met aan drie zijden een deels overdekte winkelstraat. De zijde aan de Algolstraat is niet overdekt en bevat twee ingangen voor de binnenkant van het complex. Boven het complex zijn eengezinswoningen gevestigd met twee verdiepingen. Aan de open binnenzijde van het complex liggen achterliggende garageboxen met mogelijkheden voor winkeliers hun goederen uit en in te laden. Ook zijn er hier trappenhuizen naar de galerijen van de bovenliggende woningen.
Het winkelcentrum bevat(te) allerlei soorten winkels, waaronder een Albert Heijn. Wegens uitbreidingsproblemen kreeg de Albert Heijn toestemming aan de buitenkant van het pand uit te breiden. De winkelstraat aan de zijde van de Maanstraat kreeg daarmee een deels gesloten (passage-achtig) karakter. Ook waren er in het winkelcentrum enkele banken gevestigd, die eind jaren 80 zijn opgeheven.
Destijds is de passage liggend aan de zijde van de Maanstraat opgeheven en heeft het winkelcentrum een geheel moderne look, met alle winkels die onmisbaar zijn in het heden. Onder andere kledingwinkels, dierenwinkels, drogisten, en een extra supermarkt zijn hierbij ingetreden.

### Vernieuwing
Medio jaren 90 liet de veroudering zich gelden en begon het complex steeds meer mankementen te tonen. Begin 21e eeuw bestond steeds meer het voornemen het winkelcentrum grondig te vernieuwen. Sindsdien maakt het winkelcentrum een zeer verpauperde indruk. In 2006 kreeg het herstructureringsplan een concrete vorm met de sloop van de aangrenzende flatwoningen aan de Algolstraat en de G.J. van Heekstraat. Op het braakliggende terrein van deze flats wordt het winkelcentrum uitgebreid. Een deel van het bestaande winkelcentrum wordt gesloopt en het andere deel gerenoveerd. Ook worden de woningen boven het winkelcentrum niet meer verhuurd door de eigenaar van deze woningen, woningbouwvereniging Domijn (in het verleden telde het complex 54 eigenaren, in 2007 waren dit er nog maar vijf). Het merendeel van deze woningen gaat plaatsmaken voor nieuwbouw in de vorm van zowel huur- als koopwoningen. Ook bestaat het voornemen een nieuwe parkeergarage onder de nieuwbouw aan te leggen. Als de nieuwbouw gereed is, zal het winkelcentrum Twekkelerveld ook een nieuwe naam gaan dragen, winkelcentrum Sterrenhof. De naam Sterrenhof is bedacht door dhr. Henri Stuurman op basis van een uitgeschreven prijsvraag en verwijst naar de planeten- en sterrenbeeldnamen van de straten in de buurt. In mei 2008 is daadwerkelijk begonnen met de sloop van de inmiddels leegstaande delen van het winkelcentrum.

### Commissies
De commissie Winkelcentrum Twekkelerveld behartigt de belangen van de winkeliers in de herontwikkeling van het winkelcentrum. Bij de realisatie van de nieuwbouw zijn tevens particuliere projectontwikkelaars betrokken. Ter compensatie voor eventueel gemaakte kosten zijn deze met de gemeente overeengekomen koopwoningen neer te zetten aan de Twekkelerzoom ter hoogte van de Voermanstraat en de Johan Wijnoltstraat. Daaropvolgend is er een bewonerscomité opgericht om er voor te zorgen dat de belangen van de reeds bestaande woningen alhier in het behoud van een groene Twekkelerzoom worden gewaarborgd.

## Bestuurlijke organen
Bestuurlijk maakt Twekkelerveld deel uit van het Enschedese stadsdeel Noord. De stichting Wijkraad Twekkelerveld is een door de gemeente Enschede erkend wijkorgaan. Dit wijkorgaan houdt wijkraadsvergaderingen met spreekrecht voor de bewoners. Een ander initiatief om de betrokkenheid van burgers bij de wijk te vergroten was het project Twexx. Hierbij konden burgers aangeven wat ze zouden willen verbeteren in de wijk. Dit project is later overgegaan in het gemeentelijk project Buurt in Actie. Onder de naam Scoren in de Wijk zijn er ook vanuit de aanliggende eredivisievoetbalclub FC Twente initiatieven om de betrokkenheid van de wijkbewoners bij het maatschappelijk leven te verbeteren.

## Monumenten en kunstwerken

### Monumenten
- Toegangspoort Abraham Ledeboerpark, bestaande uit twee zuilen met op elke zuil een beeld van een adelaar (1880). Aan de Hengelosestraat ter hoogte van de Toekomststraat.
- Monument ter herinnering aan de krijgsgevangenen Eerste Wereldoorlog (1920). Kunstenaar: onbekend. Aan het kruispunt van de Goolkatenweg en de Cort van der Lindenlaan.
- (Hoofdstroom) Verdeelstation met woning. Gelegen in de bocht van de G.J. van Heekstraat met de Lambertus Buddestraat. Dit gebouw staat op de gemeentelijke monumentenlijst.
- De (voormalige) Fabrieksschool Rigtersbleek (1922). In opdracht van de firma G.J. van Heek en Zonen. Dit gebouw staat op de gemeentelijke monumentenlijst.
- Aan de zuidkant van het viaduct Hengelosestraat-Auke Vleerstraat, tegenover het BTC-gebouw, staat een gedenkkruis ter nagedachtenis aan enkele Joodse slachtoffers van de Tweede Wereldoorlog.

### Kunstwerken

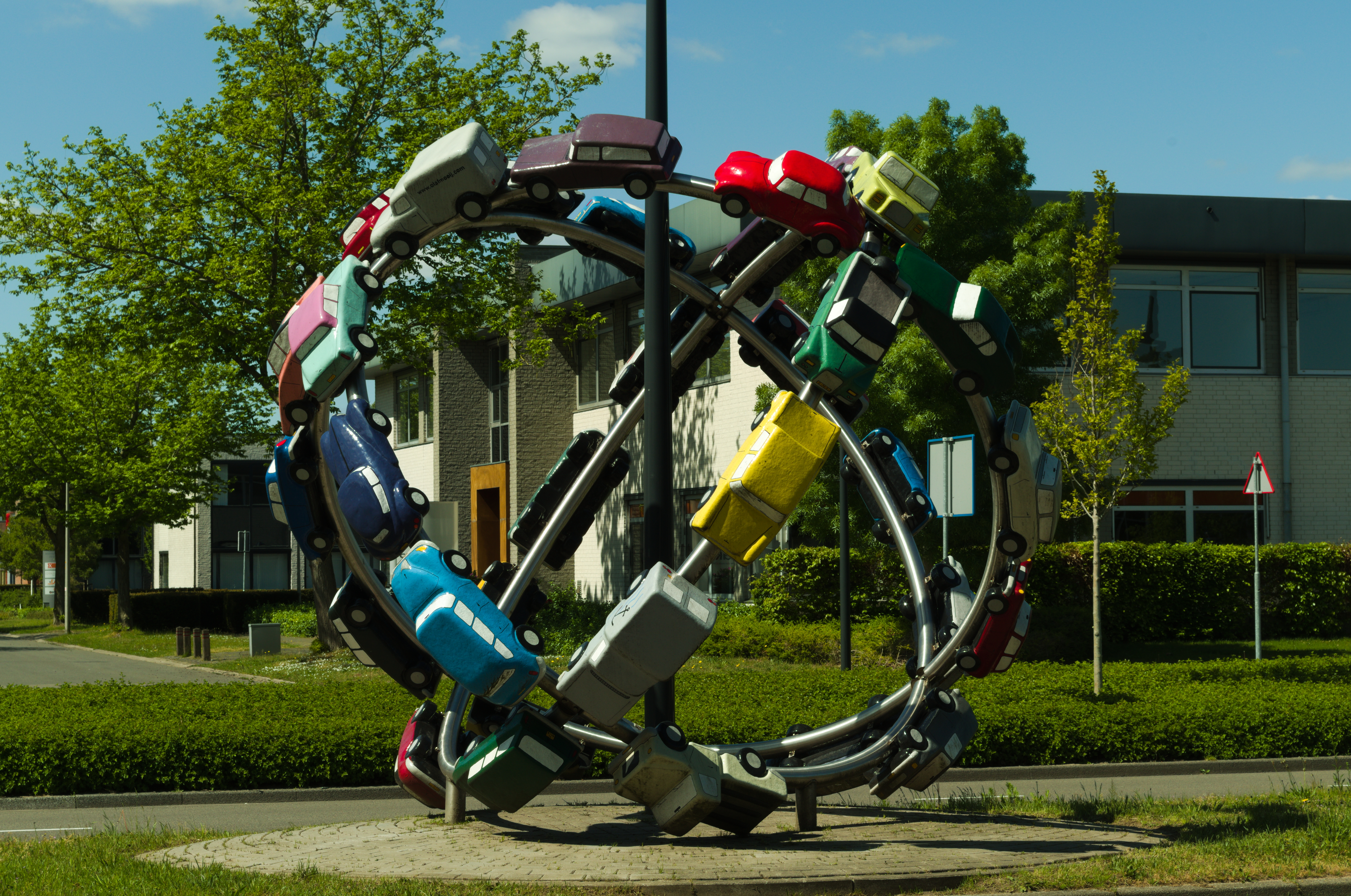
De mallemolen van deze tijd

- Steigerend paard (1954) door Marie Eitink (1925). Aan de gevel van het pand van het Regionaal Opleidingscentrum (ROC), zijde Hengelosestraat.
- Ot en Sien (1958), door Toos Neger (1910 - 1997). Aan de Schietbaanweg.
- Kind met vogel (1967), door Gooitzen de Jong (1932 - 2004). Aan het Orionplantsoen.
- Boter karnen (1975), door Hans Morselt (1929). Aan de Albert Meijeringstraat.
- De Vlecht (1977), door Henk Schuring (1928 - 1984). Aan de Spoordijkstraat.
- Cocon (2001), door Persheng Warzandegan (1958). Op het parkje aan de Meteorenstraat.
- De mallemolen van deze tijd (2002), door Olaf Mooij (1958). Oorspronkelijk (sinds 2002) op de rotonde van de Auke Vleerstraat/Jupiterstraat/Capitool; na het verwijderen van de rotonde in 2014 verplaatst naar de middenberm van de Aukie Vleerstraat ter hoogte van de Institutenweg.
- Blinde Vlek (2005), door Mike Rekers (1968). Voor buurtcentrum ’de Sloep’ aan de G.J. van Heekstraat.
- Bomen (2005), door Bram den Hond (1978). Aan de Hengelosestraat.
- Het pompgemaal (2006), door Paul van der Jeugd (architect) en Matthijs Meulenbelt (industrieel ontwerper). Langs het spoor ter hoogte van de Bruggenmorsweg. De glazen gevel van het pompgemaal licht op zodra er een trein passeert. Dit wordt gezien als een technisch hoogstandje. Het geluid van voorbijtrekkende treinen wordt onafhankelijk van andere elektronische systemen uit de lucht gefilterd en opgevangen.
- Graffiti-werken spoorviaduct (2008). Door het graffiti-kunstenaarsduo Manfred Geisink en Niels Bruggenweerth. Op de muren bij de onderdoorgang van de spoortunnel aan de Lambertus Buddestraat.

## Trivia
- De wijk Twekkelerveld heeft een eigen nieuwsblad, Wijkkrant Twekkelerveld. De wijkkrant is een van de oudste wijkkranten van Nederland. Begonnen als speeltuinblad 'de Wester' waarin de activiteiten en jarige kinderen van deze speeltuin werden opgenomen (1949). Via 'de Westhoek' en later 'wijkblad Twekkelerveld' werd de naam sinds 2010 'wijkkrant Twekkelerveld'.
- Twekkelerveld is een van de weinige Enschedese wijken met een nog bestaande carnavalsoptocht.
- Sinds 1994 wordt er medio zomer een jaarlijkse wijkhappening gehouden. Deze wordt gebruikelijk gepland voor de eerste zaterdag van juni. De wijkhappening bevat verschillende evenementen als o.a. een braderie, wieler- en loopwedstrijden en andere kleinschalige sportieve en muziekfestiviteiten. In de loop der jaren is deze festiviteit alsmaar gegroeid en verschoven de activiteiten steeds meer van de avond naar de middag. Aanvankelijk heette het dan ook de Nacht van Twekkelerveld. Vervolgens werd het de Nacht van Enschede West genoemd en sinds 2008 spreekt men van het Zomerfestival Twekkelerveld.
- Tot nu toe is in december altijd een Sinterklaasoptocht gehouden.
- Door de wijk is een wandel- en fietsroute uitgezet, die bijzondere plekken in de wijk toont. Deze route staat bekend als het Twekkelerpad. Het Twekkelerpad heeft een lengte van ca. 8 km en kan ook in twee delen gevolgd worden.
- Er is een groot grasveld langs de spoorzone van de wijk, de Twekkelerzoom. Dit doet dienst als wijkpark en heeft tevens enkele speelgelegenheden voor de jeugd (een skatevoorziening en een voetbal- en basketbalveldje).
- De vooroorlogse buurten van Twekkelerveld waren de eerste Enschedese buurten die door de Engelse geallieerden werden bevrijd. Op 1 april 1945 trokken de geallieerden door het vroegere Bouwhuistunneltje (later de Twekkelertunnel genoemd) via de G.J. van Heekstraat Enschede binnen.
- Het Bouwhuistunneltje/Twekkelertunnel is begin jaren 90 opgeheven en moet niet worden verward met het modernere en naastgelegen spoorwegviaduct (spoortunnel) over de Lambertus Buddestraat. Na 2005 is dit viaduct steeds vaker de naam Twekkelertunnel gaan dragen. Aangezien dit viaduct in het zuiden de grens van de wijk markeert, wordt het ook wel de poort tot de wijk genoemd (de Twekkelerpoort).